# Álvaro Gutiérrez (fotógrafo)

Álvaro Gutiérrez es un director de fotografía que nació en Sevilla, España, en 1973, y cursó estudios en Estados Unidos para luego instalarse en España. 

## Biografía
Entre 1995 y 1999 cursó estudios universitarios en Film Arts con especialización en cinematografía en la William Paterson University de Estados Unidos. En 1999 trabajó en Nueva York para la NBC y al año siguiente retornó a España y comenzó a trabajar como auxiliar de cámara bajo las órdenes del director de fotografía Néstor Calvo y al mismo tiempo fue director de fotografía en varios cortos y clips.
Como director de fotografía en 2007 rodó su primer largometraje Bajo las estrellas, dirigido por Félix Viscarret al que seguirían sus trabajos en Cenizas del cielo con dirección de José Antonio Quirós en 2008, Mal día para pescar con dirección de Álvaro Brechner en 2009 y La mirada invisible dirigida por Diego Lerman en 2010.

## Premios y candidaturas
- Candidato al Goya de España a la mejor fotografía en 2008 por Bajo las estrellas
- Candidato al Cóndor de Plata en Argentina por La mirada invisible
- Premiado a la Mejor Fotografía por la Asociación de Críticos uruguayos por Mal día para pescar
- Premiado en la Semana de Cine de Medina del Campo por El álbum blanco y Sofía
- Premiado en el Festival Plataforma de Nuevos Realizadores por Limoncello
- Premiado en el Festival de Cine de Estrasburgo por Hombres de paja
- Premiado en Madrid Imagen por Viaje a Bangkok